# 田原本郵便局
田原本郵便局（たわらもとゆうびんきょく）は奈良県磯城郡田原本町にある郵便局。民営化前の分類では集配普通郵便局であった。

## 概要
住所：〒636-0399 奈良県磯城郡田原本町十六面30-1

## 沿革
- 1872年2月3日（明治4年12月25日） - 田原本郵便取扱所として開設[1]。
- 1875年（明治8年）1月1日 - 田原本郵便局（五等）となる。
- 1885年（明治18年）5月1日 - 貯金取扱を開始。
- 1890年（明治23年）7月16日 - 為替取扱を開始。
- 1897年（明治30年）3月26日 - 田原本郵便電信局となる。
- 1903年（明治36年）4月1日 - 通信官署官制の施行に伴い田原本郵便局となる。
- 1956年（昭和31年）3月1日 - 川東郵便局[2]から電報配達事務の取扱を移管[3]。
- 1960年（昭和35年）5月1日 - 味間郵便局から、電話交換および電報配達事務の取扱の一部[4]を移管。
- 1963年（昭和38年）10月6日 - 電話交換、和文電報配達、国内欧文電報受付・配達、国際電報受付・配達の各事務を、大和橿原電報電話局田原本分室に移管。
- 1977年（昭和52年）12月5日 - 田原本町田原本から同町十六面に移転。
- 1978年（昭和53年）3月6日 - 箸尾郵便局から集配業務の一部[5]を移管されるとともに、特定郵便局から普通郵便局に局種別改定。
- 1999年（平成11年） - 外国通貨の両替および旅行小切手の売買に関する業務取扱を開始。
- 2007年（平成19年）10月1日 - 民営化に伴い、併設された郵便事業田原本支店に一部業務を移管。
- 2012年（平成24年）10月1日 - 日本郵便株式会社発足に伴い、郵便事業田原本支店を田原本郵便局に統合。

## 取扱内容
- 郵便、印紙、ゆうパック、内容証明
- 貯金、為替、振替、振込、国際送金、国債、投資信託
- 生命保険、バイク自賠責保険、自動車保険
- ゆうちょ銀行ATM
- 「636-02xx」「636-03xx」区域（磯城郡田原本町、同郡川西町、同郡三宅町のいずれも全域）の集配業務
- ゆうゆう窓口

## 風景印
- 図柄は重文・牛の埴輪と唐古・鍵遺跡。局名表記は「田原本」
- 使用開始日は1990年（平成2年）5月1日

## 周辺
- 奈良県立磯城野高等学校
- 国道24号

## アクセス
- 近鉄橿原線 田原本駅・近鉄田原本線 西田原本駅から徒歩約10分
- 西名阪自動車道 郡山ICから南へ、もしくは法隆寺ICから南東へそれぞれ約7km
- 奈良県道14号桜井田原本王寺線沿い
- 駐車場あり：8台